# Cuirassat Andrea Doria
L'Andrea Doria era el vaixell principal de la seva classe de cuirassats construïts per la Regia Marina. La classe només incloïa un vaixell germà, el Duilio. L'Andrea Doria va rebre el nom de l'almirall genovès del segle xvi del mateix nom. Instal·lada la quilla el març de 1912, el cuirassat es va botar un any després, el març de 1913, i es va completar el març de 1916. Estava armat amb una bateria principal de tretze canons de 305 mm (12,0 polzades) i tenia una velocitat màxima de 21 nusos (39 km). /h; 24 mph).
L'Andrea Doria no va veure cap acció important a la Primera Guerra Mundial, i va servir àmpliament a la Mediterrània durant els anys 1920 i 1930. Va participar en la repressió dels rebels a Fiume i l'incident de Corfú als anys vint. A partir de 1937, l'Andrea Doria va sofrir una àmplia modernització, que va durar fins al 1940. Va veure relativament poca acció durant la Segona Guerra Mundial; va rebre l'encàrrec d'escortar combois a Líbia durant el 1941 i el 1942, durant el qual es va involucrar en la no concloent Primera Batalla de Sirte. Després de l'armistici el setembre de 1943 el vaixell va ser portat a Malta i internat pels aliats. Hi va romandre fins al 1944, quan se li va permetre tornar als ports italians. L'Andrea Doria va sobreviure a la guerra i va continuar a la marina de postguerra com a vaixell escola fins al 1956. Va pagar al setembre, va ser formalment eliminat del registre naval l'1 de novembre i es va vendre per al desballestament més tard aquell any.

## Disseny

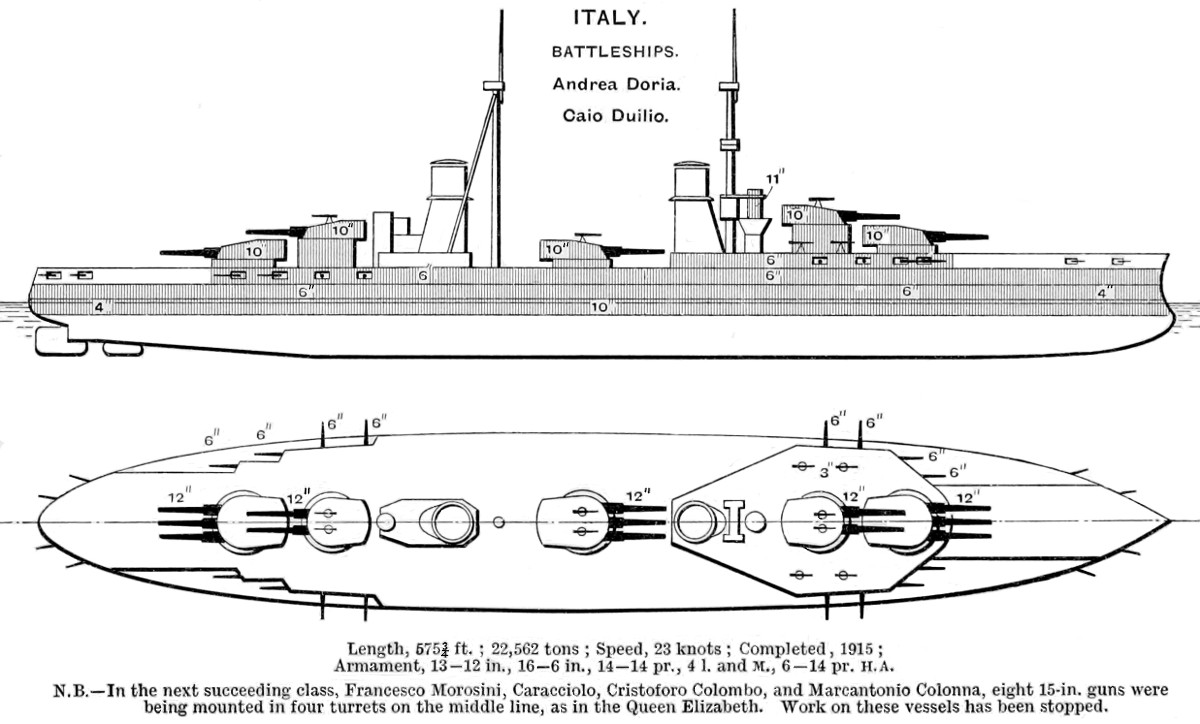
Alçat dret i planta de coberta de la classe Andrea Doria.

L'Andrea Doria feia 176 metres (577 peus) de llarg en total ; tenia una mànega de 28 m (92 peus) i un calat de 9,4 m (31 peus). Amb plena càrrega de combat, desplaçava fins a 24.729 tones mètriques (24.338 tones llargues). Tenia una tripulació de 35 oficials i 1.198 soldats. Estava accionat per quatre turbines de vapor Parsons, amb vapor proporcionat per vuit calderes de petroli i dotze de carbó i petroli Yarrow. Les calderes estaven encaixades en dos grans embuts. Els motors tenien una potència de 30.000 hp (22.000 kW), que proporcionaven una velocitat màxima de 21 nusos (39 km/h; 24 mph). Tenia un radi de creuer de 4.800 milles nàutiques (8.900 km; 5.500 milles) a 10 kn (19 km/h; 12 mph).
El vaixell estava armat amb una bateria principal de tretze canons de 305 mm (12,0 polzades) de calibre 46 en tres torretes triples i dues torretes bessones. La bateria secundària constava de setze canons de 152 mm (6,0 polzades) de calibre 45, tots muntats en casamates agrupades al voltant de les torretes de la bateria principal davantera i posterior. L'Andrea Doria també estava armat amb tretze canons de 76 mm (3,0 polzades) de calibre 50 i sis canons antiaeri de 76 mm. Com era habitual per als vaixells capitals de l'època, estava equipat amb tres tubs de torpedes submergits de 450 mm (18 polzades). Estava protegit amb acer cimentat Krupp fabricat per Terni. El  blindatge del cinturó tenia un gruix de 254 mm (10,0 polzades) i la coberta principal tenia un gruix de 98 mm (3,9 polzades). La torre de control i les torretes de la bateria principal estaven protegides amb un blindatge de 280 mm (11 polzades).

### Modificacions
Andrea Doria va ser àmpliament reconstruït entre 1937 i 1940 a Trieste. La seva coberta del castell de proa es va estendre més a popa, fins que va arribar al pal principal. La popa i la proa van ser reconstruïdes, augmentant la longitud del vaixell a 186,9 m (613 peus), i el desplaçament va créixer fins a 28.882 t (28.426 tones llargues). La seva antiga maquinària va ser substituïda per equips més eficients i les seves vint calderes van ser substituïdes per vuit models de gasoil; la nova central elèctrica tenia una capacitat de 75.000 hps (56.000 kW) i la velocitat augmentava a 26 nusos (48 km/h; 30 mph). Es va retirar la torreta central del vaixell i els canons restants es van tallar fins a 320 mm (12,6 polzades). La seva bateria secundària va ser completament revisada; els canons de 152 mm es van substituir per dotze canons de 135 mm (5,3 polzades).en torretes triples al mig del vaixell. La bateria antiaèria es va millorar significativament, per incloure deu canons de 90 mm (3,5 polzades), quinze de 37 mm (1,5 polzades) cal. 54, i setze canons de 20 mm (0,79 polzades). Més tard, durant la Segona Guerra Mundial, es van instal·lar quatre canons més de 37 mm i es van retirar dos dels canons de 20 mm. Després de sortir de la modernització, la tripulació de l'Andrea Doria comptava amb 35 oficials i 1.450 mariners.

## Historial de serveis

### Primera Guerra Mundial

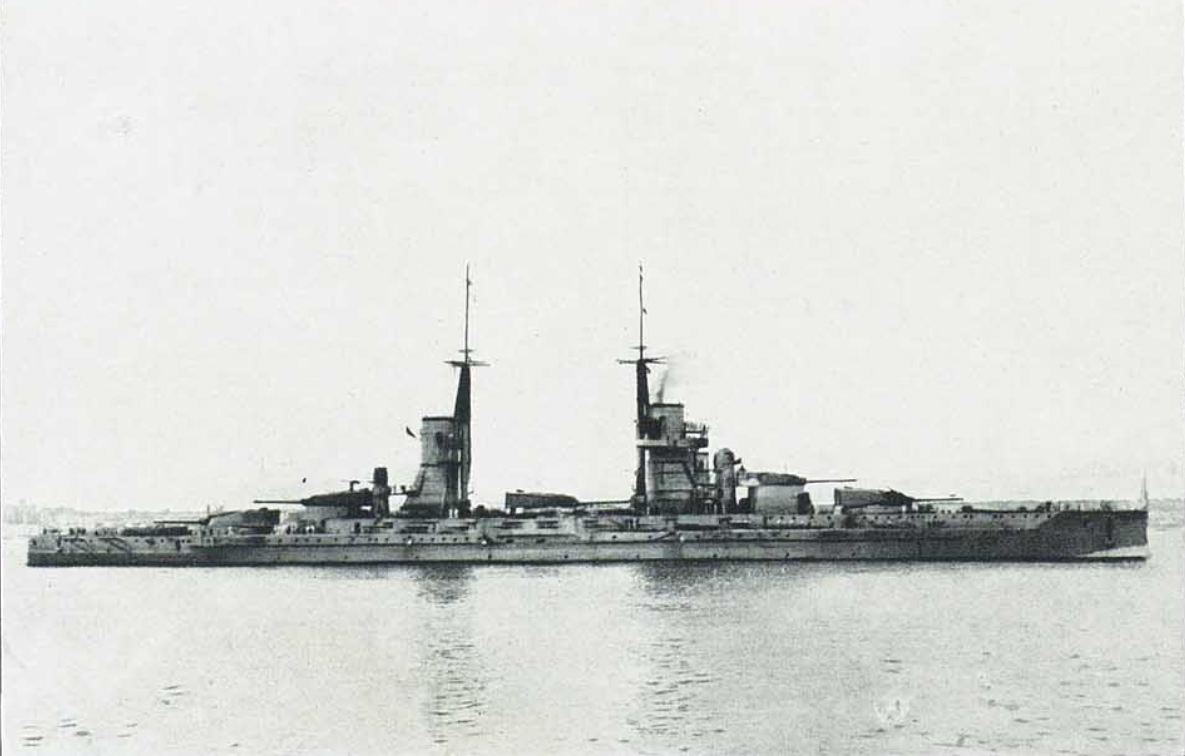
L'Andrea Doria durant la Primera Guerra Mundial

A l'Andrea Doria, anomenat així per l'almirall genovés del mateix nom del segle xvi, se li va col·locar la quilla a la drassana de La Spezia a Nàpols el 24 de març de 1912. Va ser botat el 30 de març de 1913 i es va acabar el 13 de març de 1916. La Marina Austro-hongaresa, que havia estat el principal rival d'Itàlia durant dècades, va ser el principal oponent en el conflicte. La flota de batalla austrohongaresa es trobava als seus ports directament a través de l'estret mar Adriàtic i no va salpar durant la durada del conflicte. A més, l'almirall Paolo Thaon di Revel, el cap d'estat major naval italià, creia que els submarins i els minadors austrohongaresos podien operar amb massa eficàcia a les estretes aigües de l'Adriàtic. L'amenaça d'aquestes armes submarines a les seves naus capitals era massa greu perquè pogués utilitzar la flota d'una manera activa. En canvi, Revel va decidir implementar el bloqueig a l'extrem sud relativament més segur de l'Adriàtic amb la flota de batalla, mentre que els vaixells més petits, com les llanxes MAS, feien incursions contra vaixells i instal·lacions austrohongareses. Mentrestant, els cuirassats de Revel es conservarien per enfrontar-se a la flota de batalla austrohongaresa en cas que busqués un compromís decisiu.

### Període d'entreguerres
A partir del novembre de 1918, l'Andrea Doria es va establir a Tàrent. El 10 de novembre, va ser enviat a Corfú, on va romandre fins al 19 de febrer de 1919. Després va tornar a Tàrent, abans de salpar cap a Constantinoble al juliol, sortint el 4 i arribant el 9 del mes. Es va unir a una flota aliada a la ciutat i hi va romandre fins al 9 de novembre, quan va tornar de nou a Tàrent. L'any 1920, la major part de la flota italiana va ser temporalment desmobilitzada per proveir d'equips per portar els antics vaixells de guerra alemanys que havien estat adjudicats a Itàlia en virtut del Tractat de Versalles; l'Andrea Doria va ser l'únic cuirassat que va romandre operatiu durant el període. Al novembre, el Tractat de Rapallo va ser signat amb el Regne dels Serbis, Croats i Eslovens. L'Andrea Doria va ser enviat per treure les forces rebels de Gabriele d'Annunzio de Fiume aquell mes. El 24 de desembre, es va unir a l'atac a Fiume, i dos dies després va disparar tres salves amb els seus canons de 76 mm al destructor Espero, que s'havia rebel·lat i s'havia unit a d'Annunzio. Els trets de l'Andrea Doria van fer malbé l'Espero. L'Andrea Doria també va bombardejar la seu de d'Annunzio i el va ferir; es va rendir el 31 de desembre.
Durant l'incident de Corfú de 1923 amb Grècia, la Marina italiana, inclòs l'Andrea Doria, es va desplegar per ocupar l'illa de Corfú després de l'assassinat d'Enrico Tellini i quatre persones més. Després de la resolució pacífica de l'incident, l'Andrea Doria va visitar Espanya. El 16 de gener de 1925, va visitar Lisboa per participar en el 400è aniversari de la mort de Vasco de Gama. Posteriorment, va anar a La Spezia per a una reparació, que va començar el 7 de febrer i es va acabar al juny. Després dels disturbis civils a Síria, es va dirigir al Mediterrani oriental amb un esquadró de destructors en cas que els nacionals italians haguessin de ser evacuats. Els vaixells van romandre atracats a Leros fins al 12 de desembre, moment en què els disturbis a Síria s'havien calmat. Va passar els sis anys següents fent tasques normals en temps de pau, fins que va ser retirada del servei l'agost de 1932. Va ser posat en reserva a Tàrent, amb una tripulació esquelet per al manteniment. El març de 1937 va iniciar la gran reconstrucció a Trieste, on va arribar el dia 30. La renovació va començar el 8 d'abril a la drassana Cantieri Riuniti dell'Adriatico.

### Segona Guerra Mundial

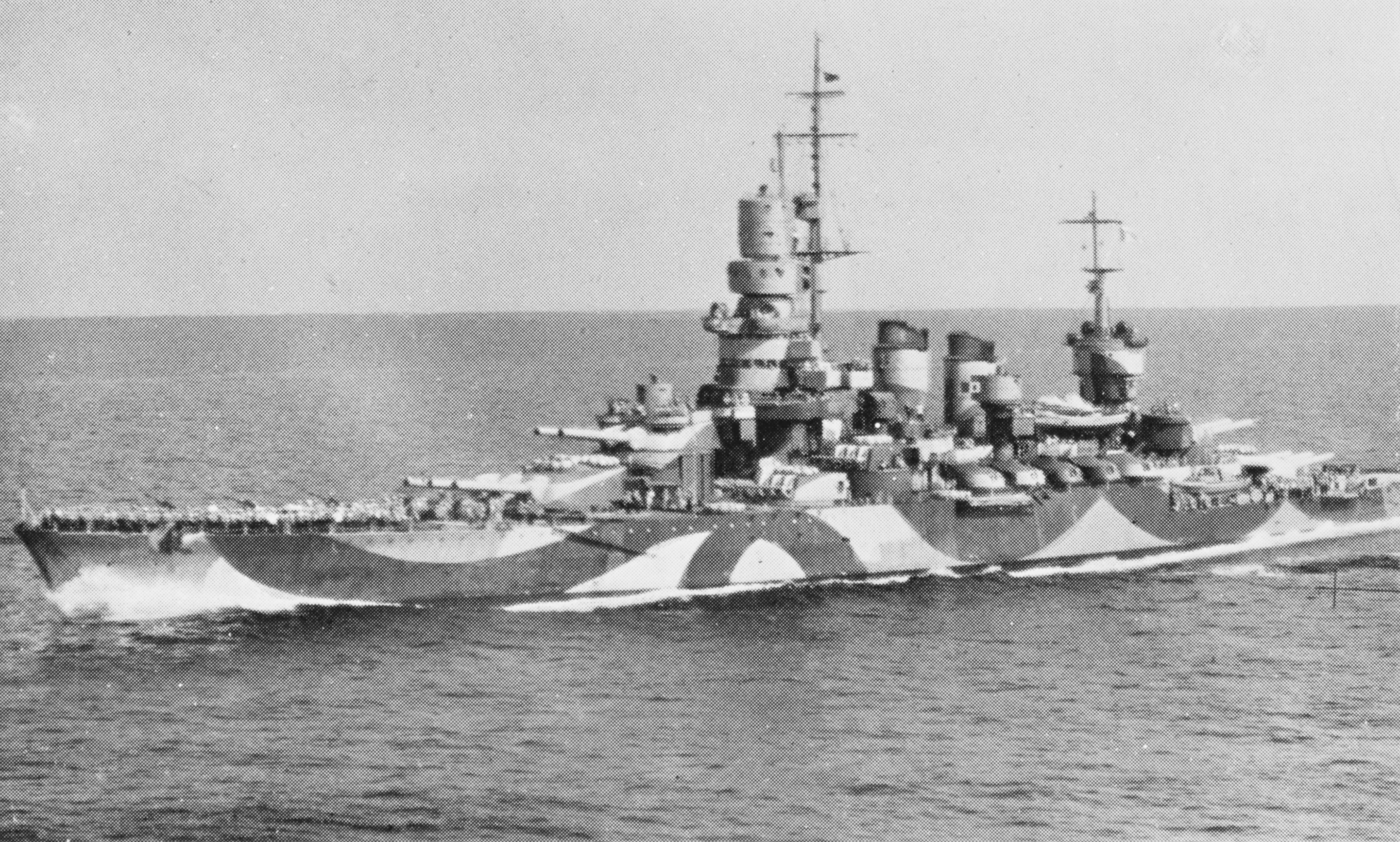
L'Andrea Doria navegant cap a Malta per ser internat, el 9 de setembre de 1943.

L'Andrea Doria encara estava fora de servei l'any 1939 quan va esclatar la Segona Guerra Mundial a Europa. Els treballs es van acabar a l'octubre de 1940, i el 26 del mes, es va incorporar de nou a la flota italiana a la 5a Divisió a Tàrent. Va ser indemne per l'atac britànic a Tàrent la nit de l'11 al 12 de novembre i va ser enviada a Nàpols el 12. A principis de desembre, l'armada italiana va reorganitzar la flota; l'Andrea Doria va romandre a la 5a Divisió, juntament amb el cuirassat Giulio Cesare. Va emprendre la seva primera operació a principis de gener amb el nou cuirassat Vittorio Veneto en resposta a l'operació Excés, una sèrie complexa de combois britànics a Malta. Els cuirassats italians no van poder localitzar cap força britànica i, per tant, van tornar al port l'11 de gener. El 8 de febrer, l'Andrea Doria va sortir de nou, juntament amb el Vittorio Veneto i el Giulio Cesare, en resposta als informes d'una flota britànica a la zona. Estaven sortint de Sardenya quan van rebre la notícia que la Royal Navy havia bombardejat Gènova en l'operació Grog; immediatament van girar cap al nord per interceptar els britànics, però no van aconseguir localitzar-los en una forta boira.
El desembre de 1941, l'Andrea Doria va formar part de l'escorta durant l'operació M41, un gran comboi des d'Itàlia fins a Bengasi a Líbia el dia 13. El M42 va seguir del 17 al 19 de desembre, on l'Andrea Doria va veure acció contra creuers i destructors britànics a la primera batalla de Sirte. A la fi del dia 17, la flota italiana, comandada per l'almirall Angelo Iachino, es va enfrontar a les forces lleugeres britàniques. Ambdues parts van actuar amb vacil·lació, però, i no va resultar cap compromís decisiu. Durant la batalla, el destructor HMS Kipling va patir alguns danys per accidents propers, atribuïts variablement al Doria, al Cesare o al creuer pesant Gorizia. L'operació M43 va seguir el 3 de gener de 1942; l'Andrea Doria va tornar a oferir escorta als tres combois cap a Líbia. Durant l'operació, l'Andrea Doria va patir problemes mecànics i va haver de tornar aviat a port. Va romandre inactiu durant la resta de l'any, i fins a l'armistici del setembre de 1943 que va treure Itàlia de la guerra, a causa de la greu escassetat de combustible a la Marina italiana. El 9 de setembre de 1943, l'Andrea Doria va sortir d'Itàlia, destinat a ser internada a Malta, on va romandre fins al 8 de juny de 1944. Després va ser alliberat per tornar a Sicília, i finalment va tornar a Tàrent el 14 de març de 1945.

### Servei de postguerra
Un cop acabada la guerra el maig de 1945, l'Andrea Doria va anar a Siracusa, on va romandre fins al 13 de desembre de 1949. Aleshores va ser convertit en vaixell insígnia de la flota italiana, un paper que va exercir fins al 9 de desembre de 1950. Va ocupar de nou el càrrec des del 9 de març de 1951 fins al maig de 1953, després del qual es va utilitzar com a vaixell d'entrenament d'artilleria. Va ser retirat del servei actiu el 16 de setembre de 1956, després de servir a la Marina italiana durant més de 40 anys. Va ser formalment eliminat del registre naval l'1 de novembre i posteriorment va ser desballestat per ferralla a La Spezia.